# Mutek

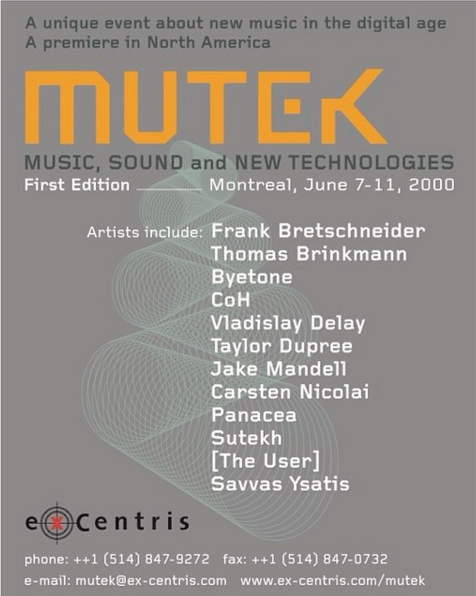
Plakat reklamujący pierwszą edycję festiwalu, 2000

Mutek – międzynarodowy festiwal poświęcony upowszechnianiu i rozwojowi twórczości cyfrowej w zakresie dźwięku, muzyki i sztuki audiowizualnej oraz nowoczesnym technologiom, odbywający się w Montrealu w Kanadzie. Jego celem jest stworzenie platformy dla najbardziej oryginalnych i wizjonerskich artystów tworzących współcześnie, z zamiarem udostępniania ich dzieł odbiorcom.

## Działalność
MUTEK po raz pierwszy zorganizowany został w 2000 roku w Montrealu przez Alaina Mongeau, który do dzisiaj jest dyrektorem przedsięwzięcia. Od tego czasu impreza odbywa się co roku, każdorazowo z udziałem kilkudziesięciu artystów, zarówno uznanych, jak i początkujących. W 2019 inicjatywa ta została doceniona i wsparta przez Ministerstwo Kanadyjskiego Dziedzictwa (ang. Ministry of Candian Heritage).
Pod względem merytorycznym organizatorzy starają się o różnorodny charakter działalności, skupiając się zarówno na eksperymentalnej stronie twórczości cyfrowej, jak i rozrywkowej i popularnej. Platforma MUTEK, zdaniem jej gospodarzy, ma na celu stworzenie przestrzeni dźwiękowej, która może wspierać innowacje w nowej muzyce elektronicznej i sztuce cyfrowej. Jest to świat nieustannej ewolucji i nieustannego doskonalenia – „MU” w nazwie MUTEK świadomie odnosi się do pojęcia mutation (ang. mutacja).
Od samego początku organizatorzy MUTEKu starali się rozszerzyć zakres działalności wykraczając poza coroczny festiwal. Dodatkowe inicjatywy zaczęły pojawiać się od 2002 roku. Były to, odbywające się zarówno w Kanadzie, jak i na scenie międzynarodowej: trasy koncertowe, międzynarodowe edycje festiwalu, czy rozpoczęcie działalności wytwórni płytowej.